# Amolops gerbillus
Amolops gerbillus es una especie de anfibio anuro de la familia Ranidae. Se distribuye entre los 100 y 1700 m de altitud por el nordeste de la India, sudeste Tíbet, oeste de Myanmar, y puede que en Bután y Nepal. Es una especie semiacuática que vive en arroyos montanos. Pone sus huevos en rocas junto a los arroyos.